# Départ de Jérusalem en chemin de fer
Départ de Jérusalem en chemin de fer er en fransk stumfilm fra 1897 af Alexandre Promio.